# Mobicom Corporation
Mobicom Corporation (mongolo: Мобиком Корпораци) è una compagnia telefonica operante in Mongolia.
Inizialmente era stata creata come join-venture nel 1996. È stata fondata da Newcom Group, Sumitomo, e KDDI. Newcom Mongolia detiene il 40% della quota.
A parte le comunicazioni cellulari, Mobicom offre comunicazioni internazionali, Internet e le comunicazioni satellitari e wireless local loop o WLL. I suoi servizi prepagati sono venduti attraverso la Newtel LLC.